# 캔들 코브
캔들 코브(Candle Cove)는 웹 만화가이자 작가인 크리스 스트라우브가 쓴 온라인 크리피파스타 공포 이야기이다. 이 이야기는 제목의 가상 아동 텔레비전 시리즈에 대한 인터넷 포럼에서의 논의를 중심으로 한다. 스트라우브는 잡지 '디 어니언'에 실린 "아직도 가끔 리드스빌 악몽에 시달리는 36세 지역 주민"이라는 제목의 기사를 읽고 크리피파스타를 쓰도록 영감을 받았다고 밝혔다.
스트라우브의 이야기는 빠르게 인기를 얻어 수많은 유튜브 영상과 팬픽을 양산했다. 2015년, 스트라우브는 '캔들 코브와 다른 이야기들'이라는 제목의 단편집에 캔들 코브를 자비 출판했다. '더 버지'는 캔들 코브가 대부분의 크리피파스타가 "익명의 민속적인 특성"을 가지는 반면, 캔들 코브는 알려진 출처와 작가로부터 비롯되었다는 점에서 다른 크리피파스타와 다르다고 평했다.

## 줄거리
이 이야기는 가상의 "넷 노스탤지어 포럼"의 스레드 형식으로 전개되며, 여러 사용자가 1970년대 초 헌팅턴-애슐랜드 대도시 지역에서 어렸을 때 채널 58에서 모두 본 기억이 있는 특이한 저예산 아동 텔레비전 쇼 "캔들 코브"에 대해 논의한다. 쇼는 제니스라는 어린 소녀에 대한 이야기로, 그녀는 줄인형 해적들과 친구가 되는 상상을 한다.
사용자들이 계속해서 회상하면서, "스킨-테이커"라는 캐릭터(아이들의 피부로 만든 옷을 입은 해골 해적)와 꼭두각시들이 몸부림치고 소리를 지르는 동안 제니스가 우는 것으로만 구성된 에피소드와 같은 쇼에 대한 더 불안한 세부 사항들을 기억하기 시작한다. 이야기는 한 사용자가 최근 요양원에 있는 그의 노모에게 그 쇼를 기억하는지 물었다고 말하며 끝난다. 그녀는 사용자가 캔들 코브가 방영된다고 주장할 때마다 화면에는 오직 정적만 있었고, 30분 동안 암전 상태를 보았다고 답한다.

## 역사
"캔들 코브"는 원래 크리스 스트라우브가 2009년 그의 웹사이트 이코르폴스닷컴에 크리에이티브 커먼즈 라이선스 아래 출판했다. 이 웹사이트는 스트라우브의 가상 도시 이코르 폴스에 대한 공포물을 호스팅했다. 2011년 인터뷰에서 스트라우브는 '킨더트라우마'에 "캔들 코브"의 개념을 풍자적인 '디 어니언' 기사 "아직도 가끔 리드스빌 악몽에 시달리는 36세 지역 주민"에서 얻었다고 말했다.
다른 크리피파스타와 마찬가지로, 인터넷에 유통되는 공포 이야기의 신조어인 팬들은 "캔들 코브"를 수많은 인터넷 포럼과 웹사이트에 즉시 복사하고 붙여넣었다. 이 이야기는 두 개의 가장 큰 저장소인 creepypasta.com과 Creepypasta Wiki, 그리고 4chan, 레딧, 유튜브, 'IGN', horror.com과 같은 사이트에 게시되었다. 일부 포럼에서는 팬들이 이야기에 나온 대화를 실제로 일어난 것처럼 재현했다.

## 텔레비전 각색
2015년, Syfy 채널은 새 시리즈 "채널 제로"의 첫 시즌으로 캔들 코브 이야기를 각색하겠다고 발표했다. 크리피파스타의 이름을 딴 이 시즌은 이야기에 살을 붙여 1980년대에 그의 형과 다른 아이들이 실종된 사건을 조사하기 위해 고향으로 돌아온 아동 심리학자를 중심으로 한다. "채널 제로: 캔들 코브"는 폴 슈나이더 (배우)와 피오나 쇼가 출연하며, 2016년 10월 11일에 첫 방영되었다.

## 평가
아이온의 윌 와일스는 캔들 코브가 "최고의 크리피파스타 중 하나"이며 인터넷 포럼 형식을 스토리텔링 방법으로 사용하는 좋은 예라고 썼다. 더 버지의 아디 로버트슨은 크리피파스타를 칭찬하며 "어린 시절의 어렴풋이 기억나는 이야기에 대한 우리의 향수를 완벽하게 어둡게 비틀어 놓은 것이며, 우리가 어렸을 때 좋아했던 것들이 생각보다 훨씬 더 섬뜩했다는 깨달음이다."라고 말했다.

### 참고문헌
Balanzategui, Jessica (2019). “Creepypasta, 'Candle Cove', and the digital gothic”. 《Journal of Visual Culture》 18 (2): 187–208. doi:10.1177/1470412919841018. ISSN 1470-4129.